# انتخابات الرئاسة التشادية 2011
انتخابات الرئاسة التشادية 2011 هي الانتخابات الرئاسية التي جرت في 25 أبريل 2011، لانتخاب رئيس تشاد، فاز بالانتخابات إدريس ديبي إتنو.